# Blood and Ice Cream-trilogie
De Blood and Ice Cream-trilogie (ook bekend als de Three Flavours Cornetto-trilogie of kortweg de Cornetto-trilogie) is een serie komische films geregisseerd door Edgar Wright, geschreven door Wright en Simon Pegg, en met Pegg en Nick Frost in de hoofdrollen. De trilogie bestaat uit Shaun of the Dead (2004), Hot Fuzz (2007) en The World's End (2013).

## Achtergrond
De films zijn geen echte trilogie – de verhalen hebben geen verband met elkaar en het idee van een trilogie is pas ontstaan toen de tweede film al gemaakt was. De drie films zijn wel sterk met elkaar verbonden in stijl (de soort humor), achterliggende thema's (sterke vriendschappen, eeuwige puberteit), running gags en terugkerende acteurs.
De naam Three Flavours Cornetto-trilogie is afkomstig van een grapje tijdens de promotie van Hot Fuzz. Iemand wees op de Cornetto's in de eerste twee films en vroeg of het een trilogie ging worden, wat Wright bevestigde door te suggereren dat het zoiets als Krzysztof Kieślowski's Trois couleurs zou gaan worden, maar dan met drie smaken. Volgens Wright was Ola, de fabrikant van de Cornetto, zeer verheugd met de namedropping. Dat de Cornetto na Shaun of the Dead terugkwam in Hot Fuzz, kwam mede doordat de fabrikant gratis Cornetto's had uitgedeeld bij de première van de eerste film.
Uiteindelijk is elke film in de trilogie gekoppeld aan een bij de betreffende film passende Cornetto-smaak.

## Films
De eerste film in de serie is Shaun of the Dead uit 2004, een romantische zombiekomedie (of zoals de makers het zelf noemden, een "rom-zom-com", een zinspeling op de term romcom). De film draait voornamelijk om Shaun, gespeeld door Simon Pegg, een man die een groot deel van zijn vrije tijd in de kroeg hangt met zijn beste vriend Ed (Nick Frost). Nadat zijn vriendin een punt achter hun relatie zet, probeert Shaun wat meer richting aan zijn leven te geven. Dit wordt echter bemoeilijkt door de zombieplaag die op dat moment uitbreekt.
Op een zondagochtend, vlak voor de uitbraak, wil Ed een Cornetto als remedie tegen zijn kater – een gebruik uit de studententijd van regisseur Wright. De aardbeismaak staat voor de bloederige elementen van de film.
De tweede film is Hot Fuzz uit 2007, een actiekomedie met Simon Pegg en Nick Frost als de politieagenten Nicholas Angel en Danny Butterman, die een serie mysterieuze sterfgevallen in een Brits dorpje proberen op te lossen.
Angel en Butterman consumeren in hun politieauto originele Cornetto's. De blauwe wikkel ervan verwijst naar politieblauw.
De derde en laatste film in de serie is The World's End uit 2013, een apocalyptische sciencefictionkomedie. De film volgt vijf vrienden van middelbare leeftijd, die proberen een mislukte poging uit hun jongere jaren, een epische kroegentocht in de stad waarin ze zijn opgegroeid, dit keer wel te laten slagen. Tijdens hun tocht, onder leiding van Gary King (Pegg), ontdekken ze een invasie van aliens.
Het groene van de muntsmaak in deze film is een knipoog naar aliens en sciencefiction.

## Terugkerende acteurs
Verscheidene acteurs zijn in meer dan een van de drie films van de Cornetto-trilogie verschenen:
| acteur                      | Shaun of the Dead         | Hot Fuzz        | The World's End      |
| --------------------------- | ------------------------- | --------------- | -------------------- |
| Simon Pegg                  | Shaun                     | Nicholas Angel  | Gary King            |
| Nick Frost                  | Ed                        | Danny Butterman | Andy Knightley       |
| Julia Deakin                | Yvonnes moeder            | Mary Porter     | b&b-eigenares        |
| Edgar Wright                | nieuwslezer / zombie      | vakkenvuller    | (stem)               |
| Martin Freeman              | Declan                    | brigadier       | Oliver Chamberlain   |
| Bill Nighy                  | Philip, Shauns stiefvader | hoofdinspecteur | "The Network" (stem) |
| Rafe Spall                  | Noel                      | Andy Cartwright | jongeman             |
| Garth Jennings              | zombie                    | crackverslaafde | (cameo)              |
| Patricia Franklin           | oude vrijster             | Annette Roper   | dame in Beehive      |
| Joe Cornish                 | zombie                    | Bob             |                      |
| Robert Popper               | (stem)                    | 'niet' Janine   |                      |
| David William James Elliott | zombie                    | politieagent    |                      |
| Kevin en Nicholas Wilson    | zombietweeling            | slagertweeling  |                      |
| Reece Shearsmith            | Mark                      |                 | collaborateur        |
| Michael Smiley              | zombie                    |                 | Dominee Green        |
| Peter Serafinowicz          | Pete                      |                 | (cameo)              |
| Nicola Cunningham           | Mary                      |                 | (cameo)              |
| Mark Donovan                | zombie                    |                 | grote lelijkaard     |
| David Bradley               |                           | Arthur Webley   | Basil                |
| Paddy Considine             |                           | Andy Wainwright | Steven Prince        |
| Alice Lowe                  |                           | Tina            | jongedame            |